# Sahline Moôtmar
Sahline (arabe : الساحلين) est une ville du Sahel tunisien située entre Sousse et Monastir.
Rattachée administrativement au gouvernorat de Monastir, elle est le centre d'une délégation ; elle constitue en 2014 une municipalité associée à la ville de Moôtmar et comptant 19 013 habitants, tandis que la ville elle-même rassemble une population de 16 289 personnes.
La ville est connue pour ses marais salants dont on peut apercevoir les grands bassins de récolte du sel qui la sépare de Skanès, sur la route reliant Sousse à Monastir.
Située à proximité immédiate des hôtels de Monastir, un projet voulait renommer la ville « Skanès II » et l'intégrer à la zone touristique de Monastir-Skanès. Elle aurait alors été entièrement rénovée et serait devenue une ville touristique. Cependant, en raison du refus des habitants, ce projet n'a jamais vu le jour.